# Internet Movie Database
De Internet Movie Database (IMDb) is een online databank met films, televisieseries, acteurs en videogames. IMDb werd in 1990 opgericht door Col Needham en is sinds 1998 in handen van Amazon.com.

## Overzicht
De website biedt uitgebreide informatie over films, zoals de bijbehorende cast en crew en lezers kunnen recensies en beoordelingen van films toevoegen. IMDb biedt tal van zoekmogelijkheden. Zo is het mogelijk om twee acteurs in te voeren en IMDb toont vervolgens de films waarin deze acteurs hebben samengewerkt. Ook biedt de website een Top 250 van door geregistreerde bezoekers hoogst gewaardeerde films en een Top 100 van slechtst gewaardeerde films.
Sinds 2003 heeft IMDb ook een aparte betaalde sectie, IMDbPro. Deze biedt de volledige inhoud van IMDb met daarnaast extra informatie voor professionals, zoals contactgegevens, evenementenkalenders en meer nieuws uit de entertainmentindustrie.

## Accounts
De website biedt ook aanmelding aan. Zo kan een ingelogde gebruiker films en series beoordelen en recensies schrijven. Het is ook mogelijk om een "IMDbPro" account te kopen voor extra functies als nieuws over de filmindustrie en meer informatie over bijvoorbeeld films of acteurs.

## Geschiedenis
IMDb ontstond in 1990 vanuit de internetnieuwsgroep rec.arts.movies, een groep internetgebruikers van het eerste uur die de liefhebberij film met elkaar deelden. Anno 2013 was de website uitgegroeid tot een internetarchief met informatie over ruim 2,5 miljoen titels en ruim 5,5 miljoen personen, volgens eigen opgave van IMDb. De site wordt maandelijks door meer dan 150 miljoen verschillende mensen bezocht. Er werken ongeveer 35 mensen voor IMDb.
De website bood tot 19 februari 2017 ook een message board bij elke titel en bij elk persoon.

## Top 10 uit de Top 250-films aller tijden volgens IMDb
(laatst geraadpleegd op 12 april 2024) 
1. The Shawshank Redemption (1994)
2. The Godfather (1972)
3. The Dark Knight (2008)
4. The Godfather Part II (1974)
5. 12 Angry Men (1957)
6. Schindler's List (1994)
7. The Lord of the Rings: The Return of the King (2003)
8. Pulp Fiction (1994)
9. The Lord of the Rings: The Fellowship of the Ring (2001)
10. The Good, the Bad and the Ugly (1966)